# Manchecourt
Manchecourt är en kommun i departementet Loiret i regionen Centre-Val de Loire strax norr Frankrikes mitt. Kommunen ligger i kantonen Malesherbes som tillhör arrondissementet Pithiviers. År 2018 hade Manchecourt 764 invånare.

## Befolkningsutveckling
Antalet invånare i kommunen Manchecourt
| Referens: INSEE |